# Luzia Beil
Luzia Beil (* 1999) ist eine ehemalige deutsche Nationalspielerin in der Boulespiel-Sportart Pétanque im Deutscher Boccia-, Boule- und Pétanque-Verband e.V. Sie war mehrfach deutsche Meisterin und Teilnehmerin bei Europa- und Weltmeisterschaften.

## Karriere
Beil spielt nach eigenen Angaben seit 2008 Boule und war von 2012 bis 2023 im Nationalkader. Zunächst spielte sie für die Pétanque-Cooperative Sauerlach, war dann bei der Münchener Kugelwurfunion und spielte in der Pétanque-Bundesliga. Aktuell tritt sie für Boule Devant Berlin e.V. an.
2017 gewann sie bei der Weltmeisterschaft im Tir de Precision (Präzisionsschießen) Bronze. Im Frauen Triplette errang sie 2018 die Bronzemedaille bei den Europameisterschaften und war 2017 und 2019 im Juniorinnenbereich der Espoirs (U23) mit Gold und Bronze bei den Europameisterschaften im Triplette äußerst erfolgreich.
Sie ist Rechtshänderin, spielt bevorzugt die Spielposition Tireur und hat Kugeln im Gewicht 680 Gramm bei 74 mm Durchmesser.

## Erfolge

### International

#### Juniors (U18)
- 2014: Teilnahme an der Europameisterschaft
- 2015: Teilnahme an der Weltmeisterschaft
- 2016: Teilnahme an der Europameisterschaft

#### Espoirs (U23)
- 2017: 1. Platz Europameisterschaft Frauen Triplette zusammen mit Eileen Jenal, Kerstin Lisner und Julia Reimers
- 2018: Teilnahme an der Europameisterschaft
- 2019: 3. Platz Europameisterschaft Frauen Triplette zusammen mit Eileen Jenal, Jennifer Schüler und Dominique Probst[3]

#### Erwachsene
- 2017: 3. Platz Weltmeisterschaft Tir de Precision[4]
- 2018: 3. Platz Europameisterschaft Frauen Triplette (zusammen mit Verena Gabe, Eileen Jenal und Anna Lazaridis)
- 2019: Teilnahme an der Weltmeisterschaft
- 2021: Teilnahme an der Weltmeisterschaft
- 2021: Siegerin im Damenturnier der Mondial la Marseillaise à Pétanque (zusammen mit Dominique Probst und Eileen Jenal)[5]
- 2023: Teilnahme an der Weltmeisterschaft

### National
Bei den Cadets (U15), Juniors (U18), Espoirs (U23) und Erwachsenen
- 2012: 3. Platz Deutsche Meisterschaft Triplette – Cadets zusammen mit Dominique Probst und Paul Möslein
- 2013: 3. Platz Deutsche Meisterschaft Frauen Triplette zusammen mit Dominique Probst und Stefanie Schwarzbach
- 2013: 2. Platz Deutsche Meisterschaften Tir de Precision (Jugend)
- 2014: 3. Platz Deutsche Meisterschaft Frauen – Jugend zusammen Christoph Probst, Paul Möslein
- 2015: 1. Platz Deutsche Meisterschaft Frauen Triplette zusammen mit Dominique Probst und Stefanie Schwarzbach
- 2016: 1. Platz Deutsche Meisterschaften Tir de Precision (Jugend)
- 2016: 1. Platz Deutsche Meisterschaft Frauen (Jugend) zusammen mit Dominique Probst und Filip Dudaric
- 2017: 3. Platz Deutsche Meisterschaften Triplette (Espoirs) zusammen mit Kerstin Lisner und Ann-Katrin Weissbäcker
- 2018: 3. Platz Deutsche Meisterschaften Tir de Precision (Espoirs)
- 2021: 1. Platz Deutsche Meisterschaft Frauen Triplette zusammen mit Dominique Probst und Celine Gauer

## Privates
Beil wohnt in Berlin und studiert Landschaftsarchitektur.